# Fibra òptica de mode únic
1. Nucli amb diàmetre 8–9 µm
2. Revestiment amb diàmetre 125 µm
3. Protecció amb diàmetre 250 µm
4. Funda amb diàmetre 900 µm

L'estructura d'una fibra monomode típica.

En la comunicació per fibra òptica, una fibra òptica de mode únic (amb acrònim anglès SMF), també coneguda com a mode fonamental o monomode, és una fibra òptica dissenyada per transportar només un únic mode de llum: el mode transversal. Els modes són les possibles solucions de l'equació de Helmholtz per a les ones, que s'obté combinant les equacions de Maxwell i les condicions de contorn. Aquests modes defineixen la manera com l'ona viatja per l'espai, és a dir, com es distribueix l'ona a l'espai. Les ones poden tenir el mateix mode però tenen diferents freqüències. És el cas de les fibres monomode, on podem tenir ones amb freqüències diferents, però del mateix mode, és a dir, que es distribueixen en l'espai de la mateixa manera, i això ens dona un sol raig de llum. Encara que el raig viatja paral·lel a la longitud de la fibra, sovint s'anomena mode transversal ja que les seves oscil·lacions electromagnètiques es produeixen perpendiculars (transversals) a la longitud de la fibra. El Premi Nobel de Física 2009 va ser atorgat a Charles K. Kao pel seu treball teòric sobre la fibra òptica monomode. Els estàndards G.652 i G.657 defineixen les formes més utilitzades de fibra òptica monomode.
La principal diferència entre fibra òptica multimode i monomode és que la primera té un diàmetre de nucli molt més gran, normalment de 50 a 100 micròmetres; molt més gran que la longitud d'ona de la llum que hi transporta. A causa del nucli gran i també de la possibilitat d'una gran obertura numèrica, la fibra multimode té una capacitat de "recollida de llum" més alta que la fibra monomode. En termes pràctics, la mida més gran del nucli simplifica les connexions i també permet l'ús d'electrònica de baix cost, com ara díodes emissors de llum (LED) i làsers emissors de superfície de cavitat vertical (VCSEL) que operen al 850. nm i 1300 longitud d'ona nm (les fibres monomode utilitzades en telecomunicacions solen funcionar a 1310 o 1550 nm). Tanmateix, en comparació amb les fibres monomode, el límit del producte ample de banda i distància de fibra multimode és més baix. Com que la fibra multimode té una mida de nucli més gran que la fibra monomode, admet més d'un mode de propagació; per tant, està limitat per la dispersió modal, mentre que el mode únic no ho és.
Les fibres monomode s'utilitzen sovint en la investigació científica d'alta precisió perquè restringir la llum a un sol mode de propagació permet enfocar-la a un punt intens i limitat per la difracció.

## Avantatges
Baixa atenuació
Les fibres òptiques monomode presenten una atenuació del senyal molt baixa, típicament al voltant de 0,2 dB/km a 1550 nm. Això permet la transmissió del senyal a distàncies superiors als 100 quilòmetres sense necessitat de repetidors elèctrics, fent-les adequades per a xarxes d’àrea ampla i submarines.
Alta capacitat de banda i velocitat de transmissió de dades
Gràcies a la propagació de la llum per un únic camí, la fibra monomode evita completament la dispersió modal. Això permet suportar velocitats de transmissió de dades extremadament altes i tecnologies avançades com la multiplexació per divisió d’ona densa (DWDM), permetent un ús eficient de la infraestructura en fibra.
Baixa dispersió i alta integritat del senyal
Amb un diàmetre del nucli d’uns 8-10 μm, la llum viatja d’una sola manera, reduint al mínim la distorsió modal. Tot i que la dispersió cromàtica encara es produeix, es pot compensar utilitzant tipus de fibra especialitzats o el processament del senyal. El resultat és un senyal d’alta fidelitat a llargues distàncies.
Escalabilitat per a les xarxes futures
Les fibres monomode suporten altes freqüències de transmissió i són compatibles amb les tecnologies òptiques futures, fent-les ideals per a inversions en infraestructura a llarg termini. Són l’estàndard en xarxes backbone, metropolitanes i d’interconnexió en centres de dades.
Immunitat a les interferències i al crosstalk
La propagació confinada de la llum dins d’un únic mode millora la relació senyal soroll i redueix la vulnerabilitat a les interferències externes i la diafonia, especialment en entorns de xarxa densament poblats.